# ادموند بریس
ادموند بریس (انگلیسی: Edmund Breese؛ ۱۸ ژوئن ۱۸۷۱ – ۶ آوریل ۱۹۳۶) بازیگر تئاتر و سینما اهل ایالات متحده آمریکا بود.

## گزیدهٔ فیلم‌شناسی
- برادوی بیل (۱۹۳۴)
- جزیره گنج (۱۹۳۴)
- سوپ اردک (۱۹۳۳)
- قاتل حرفه‌ای (۱۹۳۲)
- در جبهه غرب خبری نیست (۱۹۳۰)
- قماربازان (۱۹۲۹)
- جنایت بی‌نقص (۱۹۲۸)
- ورای رنگین‌کمان (۱۹۲۲)